# Diecezja Diphu
Diecezja Diphu – diecezja rzymskokatolicka w Indiach. Została utworzona w 1983 z terenu archidiecezji Shillong-Gauhati.

## Ordynariusze
- Mathai Kochuparampil, S.D.B. † (1983–1992)
- John Thomas Kattrukudiyil (1994–2005)
- John Moolachira (2007–2011)
  - Sede vacante (2011–2013)
- Paul Mattekatt, od 2013